# Прюм
Прюм (на немски: Prüm) e град в Рейнланд-Пфалц в Германия.
Градът се намира на река Прюм и има 5 438 жители (31 декември 2018).
За пръв път Прюм е споменат през 720 г. като villa prumia на Каролингите. 721 г. се основава „манастир Прюм“, който през Средновековието е прочут с училището си. През 855 г. франкският крал и император Лотар I се оттегля тук и умира след шест дена като монах.